# 上海交通广播
上海人民广播电台交通广播，简称上海交通广播（同时使用上海应急广播呼号；原名上海人民广播电台交通信息台、上海人民广播电台交通频率）是上海广播电视台东方广播中心属下的交通广播频率，也是中国大陆第一家播报交通信息的专业广播媒体，成立于1991年9月30日。本频率目前使用FM105.7、AM648双频率广播，并在广播直播室和交警直播室中播出，信号覆盖上海及长三角地区主要城市，受众人群超过1亿。

## 历史
1991年初，上海市人民政府为改善上海交通状况，决定建立交通信息台，同时成为当年市政府“十件实事”项目之一。同年4月25日，国家广电部批复同意设立上海人民广播电台交通信息台，9月16日、25日两次试播，9月30日，正式开播，频率为调幅648千赫，每天7-19时播音。当时的节目宗旨是“缓解交通、方便市民”和“欲知出门事，请听648”。频率与上海市公安局交通警察总队指挥控制中心掌握的信息相联接，为上海市民、国外驻沪机构、国内外旅客、邻近省市有关人员以及上海市公交、出租、交运、航空、铁路、航运、轮渡、隧道、黄浦江越江大桥等部门提供交通信息，同时播报浦东开发开放和市政建设、市容管理、邮电建设等信息。频率会正点播报道路交通信息、气象信息、突发事件信息，还会播出一系列专栏节目。
1999年1月1日，该频率增设调频98.7兆赫播出，缓解了上海部分地区收听节目质量差的问题。2002年7月15日，交通信息台更改呼号为“上海人民广播电台交通频率”，并调整、配置发射功率较大的调频105.7兆赫，基本解决收听频率清晰度不高的问题。同日频率改版，确立以流动人口为收听目标群，增加适合流动人群收听的新闻、音乐、体育和财经等广播内容，也与体育频道合作，实况转播重大体育赛事。
2004年1月1日，交通频率实现全天24小时播出，加大新闻和道路交通信息的播出频率，增加整点新闻《新闻加油站》节目，每天5-23时均有即时新闻。频率亦与上海市公安局交巡警总队监控中心合作，逢整点和半点播报路况信息。
2005年12月，交通频率归入广播新闻中心管理。2009年，SMG实施制播分离改革，交通频率归入东方广播公司（2014年6月9日起，与东方广播中心为一个机构两块牌子）。2010年，频率更改呼号为“上海人民广播电台交通广播”。
2016年3月18日，上海交通广播开始同时使用“上海应急广播”呼号，“上海市应急广播中心”、“上海应急广播”于同日正式挂牌。

## 节目
该台逢整点都会播报天气、新闻简报和交通信息。
- 早安 上海
- 欢乐早高峰[註 2]
- 郭亮直通车
- 汽车世界
- 食在有味道
- 有请发言人
- 1057大家帮
- 1057生活家
- 1057主播歌单
- 欢乐晚高峰[註 3]
- 阳阳主播台[註 4]
- 王蕾车管家
- 欢乐夜高峰
- 车主大联盟
- 1057剧好听
- 1057音乐星空
- 1057汇享生活
- 1057车生活
- 大医生真帮忙
- 冰冰星动力
- 艺犹未尽
- 援建之声[註 5]

### 已停播
| - 648传真 - 交通指南 - 648聚焦→第四焦点 - 交警直播室→交通直播网 - 交通法规方圆 - 世界汽车音乐城 - 小茗时间 - 都市立交桥 - 事故调解室→阿丁谈交通 - 快乐周末 - 声音传奇 - 新闻快车道 - 感觉在今夜 - 魅力听觉 - 交通广播早新闻 - 假日阳阳 - 音乐之旅 - 纵横音乐 - 滔滔不绝陶陶吧 - 你好！夜上海 - 脑力方程赛 - 阿健请客 - 五点风行 - 生活百事通 - 心有千千结 - 绿生活 - 健康小语 | - 汽车大玩家 - 马路天使 - 开车快乐多 - 1057故事会 - 欣有灵犀 - 魅力听觉 - 欢乐正前方 - 上海，你早 - 假日早高峰 - 驾车宝典 - 车主宝典 - 公益向前行 - 交关有名堂（使用上海话播音） - 吃遍上海滩 - 真实讲述 - 青春讲堂 - 艺点心飞扬 - 周末艺点 - 汽车会说话 - 和四季约会 - 1057车友会 - 美妙时光 - 晚安上海 - 依然动听 - 燃情夜色 - 都市夜归人 - 音乐黑眼圈 - 人生就是戏 |

#### 转播节目
- 东方新闻（东方卫视节目，录播）
- 新闻夜线（新闻综合频道节目，录播）
- 新闻报道（新闻综合频道节目，同步直播，后先后改由东广新闻资讯广播（东广新闻台）、上海新闻广播同步直播，2020年4月20日不再转播）

## 主播
- 李强
- 榕榕 （Lisa榕）
- 阳阳
- 知衡
- 王蕾
- 李欣
- 贾越
- 博文
- 周扬
- 叶子
- 叶杨
- 陆青
- 佳佳
- 花怡
- 陈然
- 钇霏
- 欣怡
- 晓晓
- 李赞
- 啾啾
- 洁羽
- 鼎文
- 方鉴
- 小宇
- 孙冰
- 颖子
- 江辉
- 甄迪
- 晓辰

## 外部連結
- 官方网站